# Hélène et Anton Kröller-Müller
Pour les articles homonymes, voir Kröller-Müller, Kröller et Müller.
Helene Kröller-Müller et Anton Kröller forment un couple de mécènes qui ont fait donation à l'État néerlandais d'une importante collection dont les premières pièces furent acquises en 1907.

## Création du musée
À Otterlo, ils ont créé un musée d'art d'une architecture originale intégré dans un site naturel d'une grande beauté. C'est en leur mémoire que ce musée porte le nom de Musée Kröller-Müller.